# Philip von Schantz
Philip von Schantz, né le 21 février 1928 à Norrköping et mort le 13 août 1998 à Stockholm, est un artiste, peintre et grafiker suédois. 

## Biographie
Philip von Schantz commence à peindre en 1950 à l'école de peinture privée d'Otte Sköld à Stockholm. En 1951, il est à Paris, pour une courte période également avec André Lhote. Entre 1952 et 1958, il fréquente l'Académie royale suédoise des Beaux-Arts Kungliga konsthögskolan à Stockholm.
Il est professeur à l'académie des beaux-arts, qu'il a lui-même fréquentée en tant qu'étudiant de 1963 à 1973. De 1973 à 1977, il dirige le Moderna Museet à Stockholm et de 1987 à 1993, il est président de l'Académie royale suédoise des Beaux-Arts à Stockholm. En 1991 et 1992, il illustre également le Prix Nobel pour Ronald Coase, Georges Charpak et Gary S. Becker.
Philip von Schantz est l'un des artistes les plus populaires de Suède lorsqu'il est meurt à l'âge de 70 ans. En 2000, la poste suédoise l'honore avec deux timbres à son effigie.